# Красногвардейский бульвар (Москва)
Красногварде́йский бульва́р — бульвар в Центральном административном округе Москвы в Пресненском районе. Проходит с юга на север от Шмитовского проезда до Звенигородского шоссе. Длина около 900 метров. В конце бульвара расположено Ваганьковское кладбище.
Бульвар получил своё название 6 июля 1957 года по примыкавшим к нему 1-й — 3-й Красногвардейским улицам, в свою очередь названных в честь Красной гвардии.
На бульваре стоит скульптура «Октябрьские дни», посвящённая Октябрьской революции 1917 года. Памятник представляет собой бронзовую фигуру рабочего с винтовкой, стоящую на постаменте из серого гранита. Скульптуру рабочего иногда ошибочно принимают за охотника.
В 2003 году проводились работы по благоустройству бульвара. Левую сторону бульвара занимает типовая жилая застройка второй половины XX века, по правой ранее располагались заводские здания, в 2006 году на их месте началось возведение жилого квартала.